# Henderson (mc)

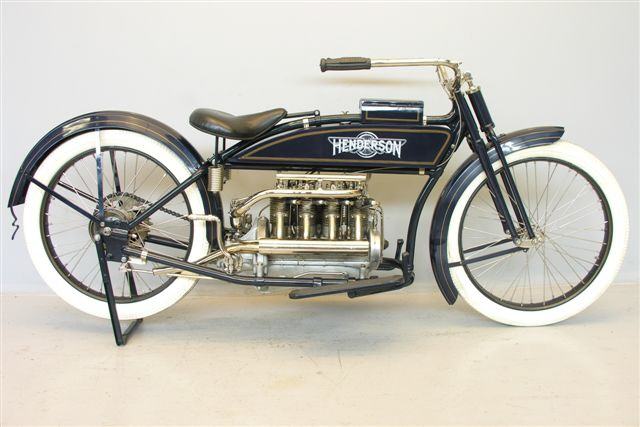
Henderson 1916

Henderson var ett amerikanskt motorcykelmärke grundat 1912 av bröderna William G. och Tom W. Henderson i Detroit, Michigan. Tillverkningen fokuserades på modeller med fyrcylindriga motorer. Företaget köptes upp av Excelsior 1917 och tillverkningen upphörde 1931 som en följd av depressionen.